# Залізна
Залі́зна — річка в Україні, у Донецькій області. Права притока Кривого Торця (басейн Дону).

## Опис
Довжина річки 12 км, похил річки 11  м/км, найкоротша відстань між витоком і гирлом — 11,28  км, коефіцієнт звивистості річки — 1,07. Площа басейну водозбору 64,2 км². Річка формується 2 безіменними струмками та 5 загатами.

## Розташування
Бере початок на північно-східній частині міста Горлівки. Спочатку тече переважно на південний захід, потім на північний захід через селище Південне і у Нелипівці впадає у річку Кривий Торец, праву притоку Казенного Торця.
Населені пункти вздовж берегової смуги: Залізне, Нью-Йорк.

## Цікаві факти
- Біля витоку річки пролягає залізниця.
- У селищі Нелипівка річку перетинає залізниця. На правому березі в селищі Щербинівка на відстані приблизно 3,35 км розташована станція Оглядова.